# Викенд са ћалетом
Викенд са ћалетом је  српски филм из 2020. године, по сценарију и режији Мирослава Момчиловића.

## Радња
Након сазнања да је тешко болестан и да му је од живота остало још неколико недеља, Кашика жарко пожели да проведе викенд са Огњеном, 11-огодишњим сином из претходног брака. Кашика је средовечни београдски криминалац, припадник старе школе, заробљен у времену када је био у пуној снази. Његова бивша супруга му излази у сусрет јер је свесна чињенице да се Кашики ближи крај и да је то вероватно последњи сусрет оца са сином. 
С обзиром на то да сина није виђао 5 година јер је због малих компликација имао забрану приласка дечаку, Кашика покушава да по убрзаном курсу у сина утисне све оно што он сматра важним за живот и преживљавање на улици и да истовремено из малог истера све оно што је по његовом мишљењу мекано, слабашно и девијантно. 
Огњен, одрастао у савременом вај-фај окружењу, из виртуелног, муњевито, без времена да дође до даха, упада у подземни свет свог оца који покушава немогуће - да у неколико дана испоручи сву топлину, искуство и мудрост које поседује, истовремено покушавајући да као прави београдски шмекер од малог сакрије своју болест...

## Улоге
| Глумац               | Улога                     |
| -------------------- | ------------------------- |
| Ненад Јездић         | Милорад Митровић „Кашика” |
| Васа Вранеш          | Огњен Митровић            |
| Бане Видаковић       | „Бата Коњ”                |
| Јелена Ђукић         | Мелани                    |
| Катарина Радивојевић | Сузана                    |
| Миодраг Крстовић     | Радован                   |
| Ана Радовић          | Василиса                  |
| Марко Гверо          | Метла                     |
| Зоран Вукајловић     | Перика                    |
| Александра Алач      | Учитељица Нада            |
| Борис Миливојевић    | Бамбус                    |
| Светлана Бојковић    | Госпођа мама              |
| Миљан Давидовић      | Штосекаже                 |
| Срна Ланго           | Зорица                    |
| Бојан Лазаров        | Доктор                    |
| Горица Поповић       | Калуђерица                |
| Тара Тошевски        | Лореана                   |

## Специјални гости
- Џеј Рамадановски
- Вујадин Савић

## Занимљивости
- Премијера филма је планирана за април 2020, али је услед ванредног стања због пандемије корона вируса одложена за јесен 2020.
- Од филма настаје и истоимена серија у 7 наставака која се од 25. јануара до 8. марта 2021. емитовала на Нова С. Гледаоцима је омогућено да све епизоде уз доплату гледају одједном, пре телевизијског приказивања, путем сервиса ЕОН.